# 바루나스트라
바루나스트라(산스크리트어: वरुणास्त्र)는 힌두 신 바루나의 상징적인 천상의 무기(아스트라)이다. 인도 경전에서는 물의 무기(폭풍)로 묘사되며, 물처럼 형태가 없어 어떤 무기 형태도 취할 수 있다고 한다. 사용하면 엄청난 양의 물을 소환하여 수많은 보병을 휩쓸어 버릴 수 있다.
바루나스트라는 종종 불 기반의 아그네야스트라에 대응하기 위해 배치되며, 바루나스트라에 대한 유일한 반격 중 하나는 인드라, 신들의 왕이 얻을 수 있는 아스트라 비소샤나스트라로, 그 물을 말릴 수 있다. 인도 전설 또는 푸라나에 따르면, 바루나스트라는 라마, 락슈마나, 하누만, 라바나, 메가나다, 비슈바미트라, 바시스타, 아르주나, 카르나, 크리슈나, 사티아키, 아비마뉴, 프라듐나, 드로나, 비슈마를 포함한 많은 저명한 영웅들이 얻었다고 한다.
경전은 이 무기가 바루나 또는 시바를 명상함으로써 얻어졌으며, 매우 신중하고 숙련되게 사용되어야 한다고 말한다. 이 무기의 사용은 미숙한 전사에게는 불가능했는데, 작은 실수라도 저지르면 사용자 자신이 파괴될 수 있었기 때문이다. 인도 경전과 서사시는 만트라를 올바르게 사용함으로써 사용되는 무기에 대한 많은 통찰력을 제공하며, 만트라는 규정대로 올바르게 읊어져야 한다.

## 같이 보기
- 바루나스트라 (어뢰)
- 아스트라 (신화)
- 아그네야스트라